# Liparis liliifolia
Liparis liliifolia là một loài thực vật có hoa trong họ Lan. Loài này được (L.) Rich. ex Lindl. mô tả khoa học đầu tiên năm 1825.

## Hình ảnh

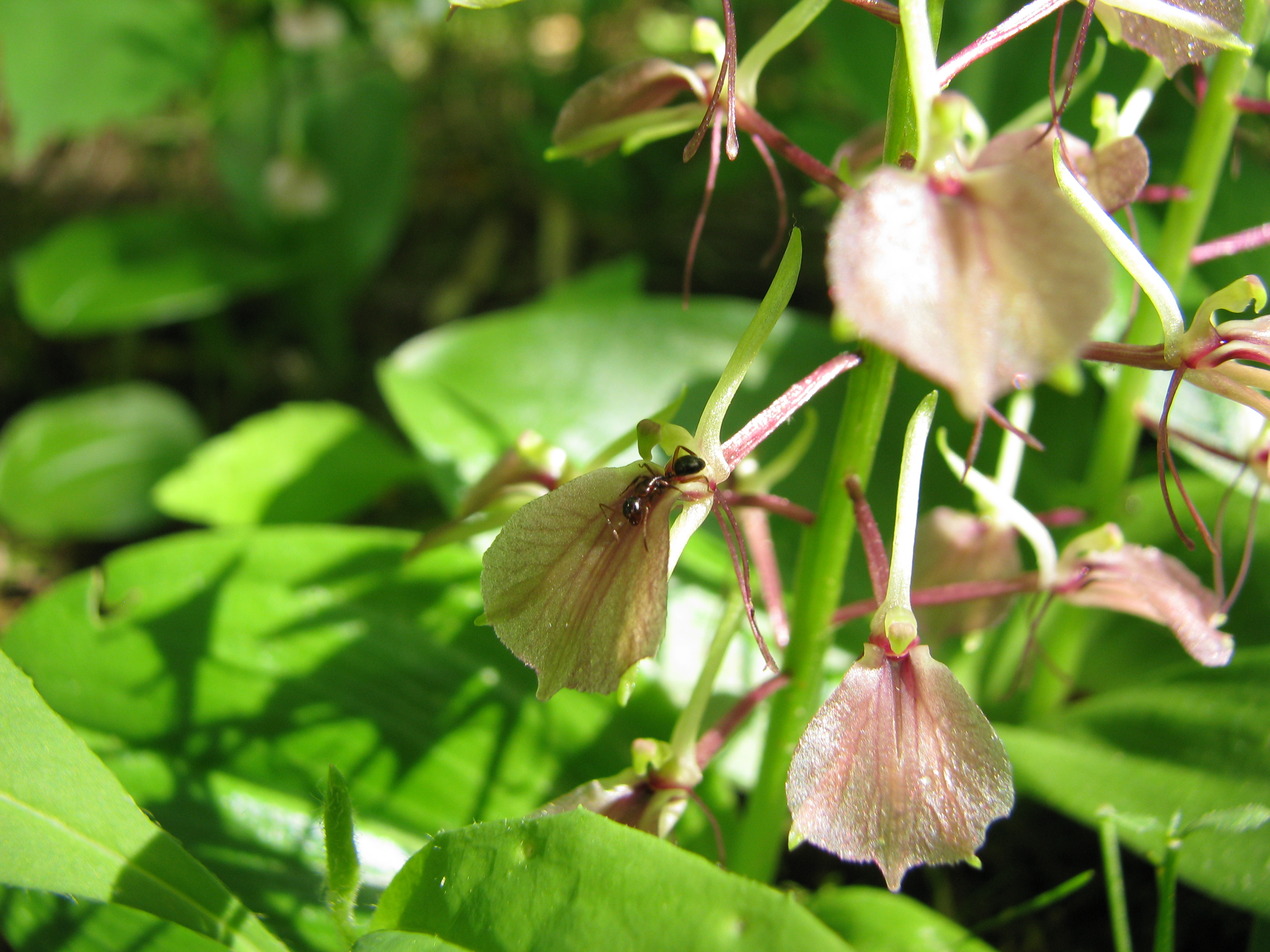
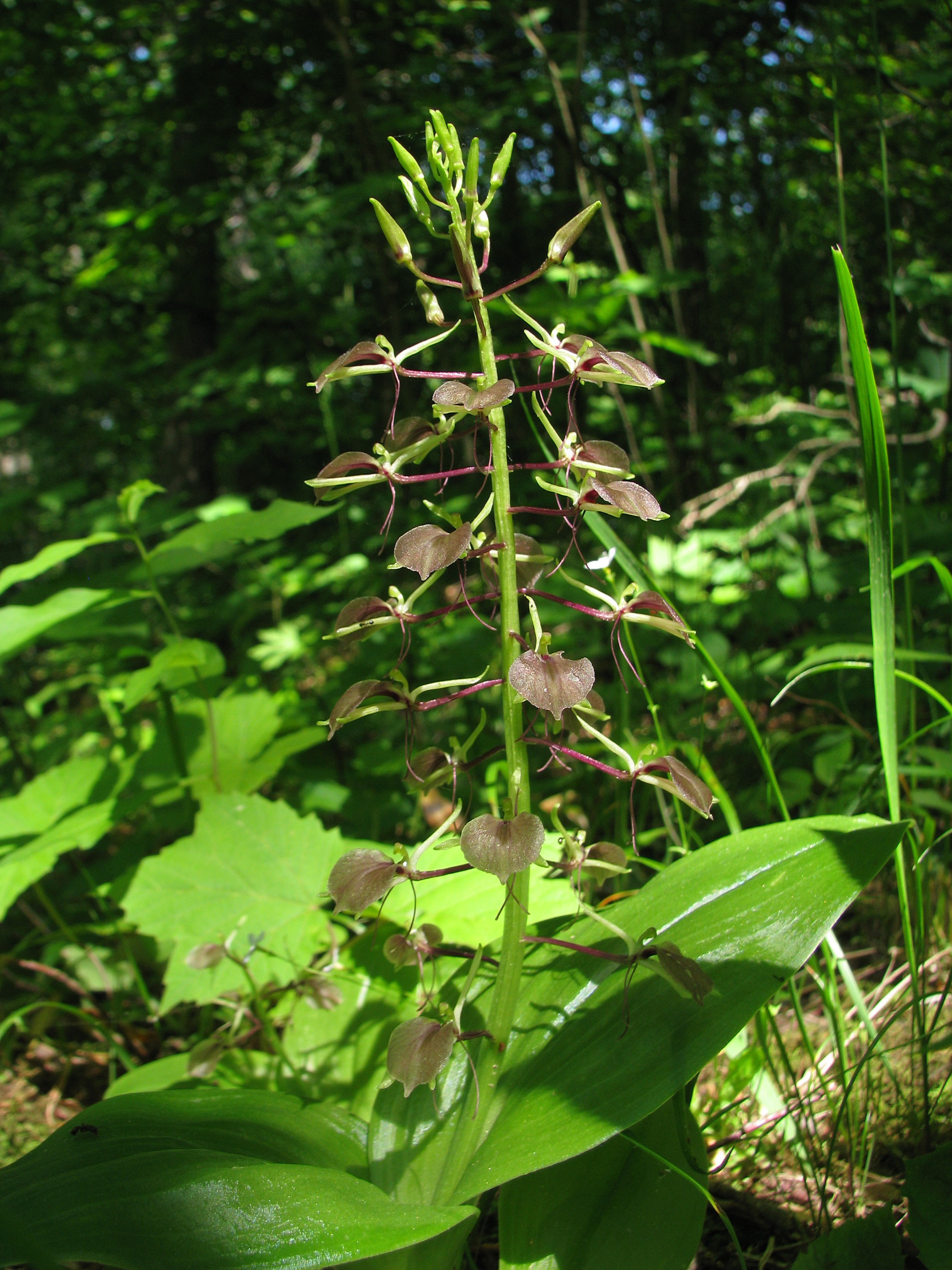
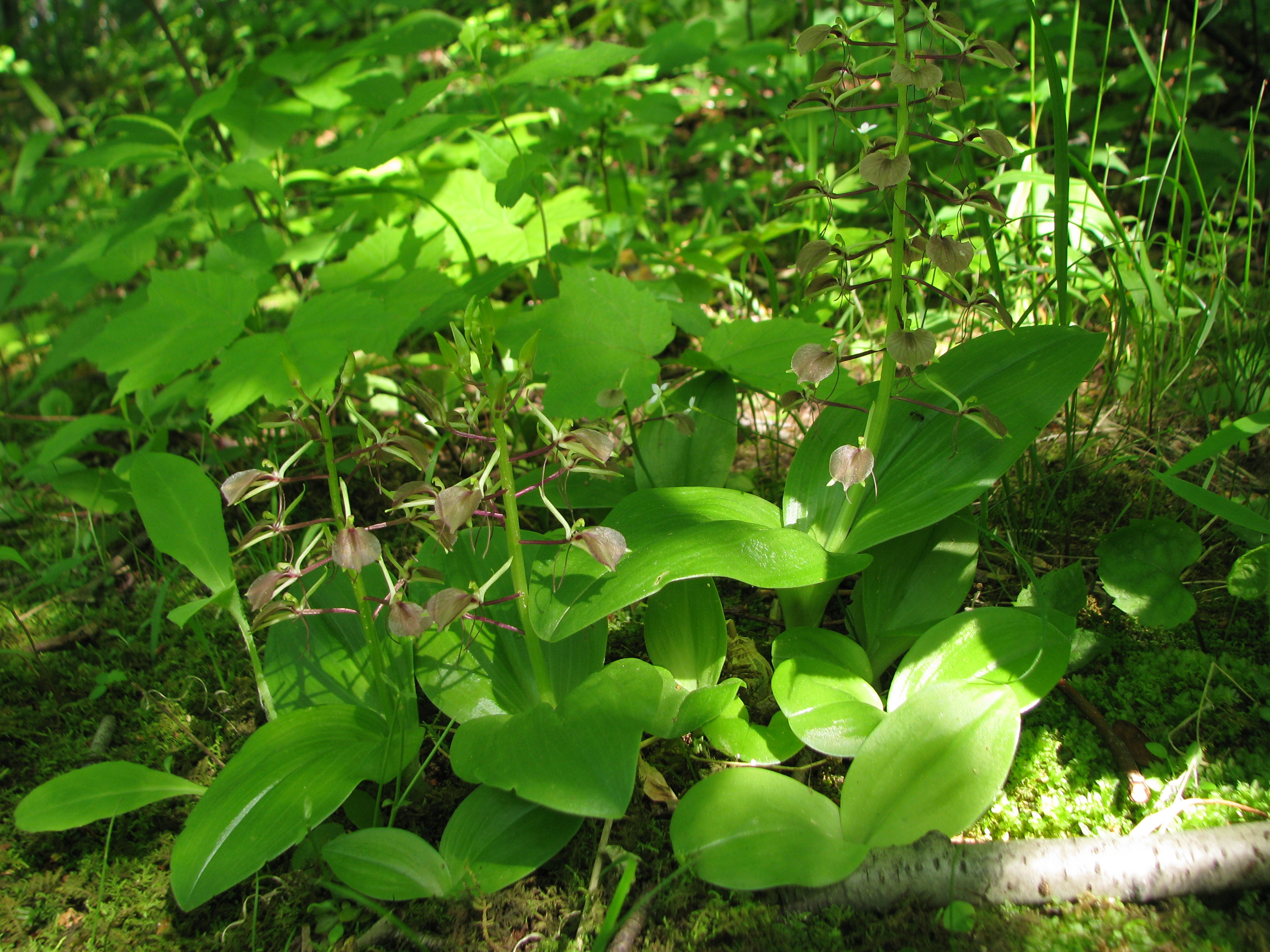
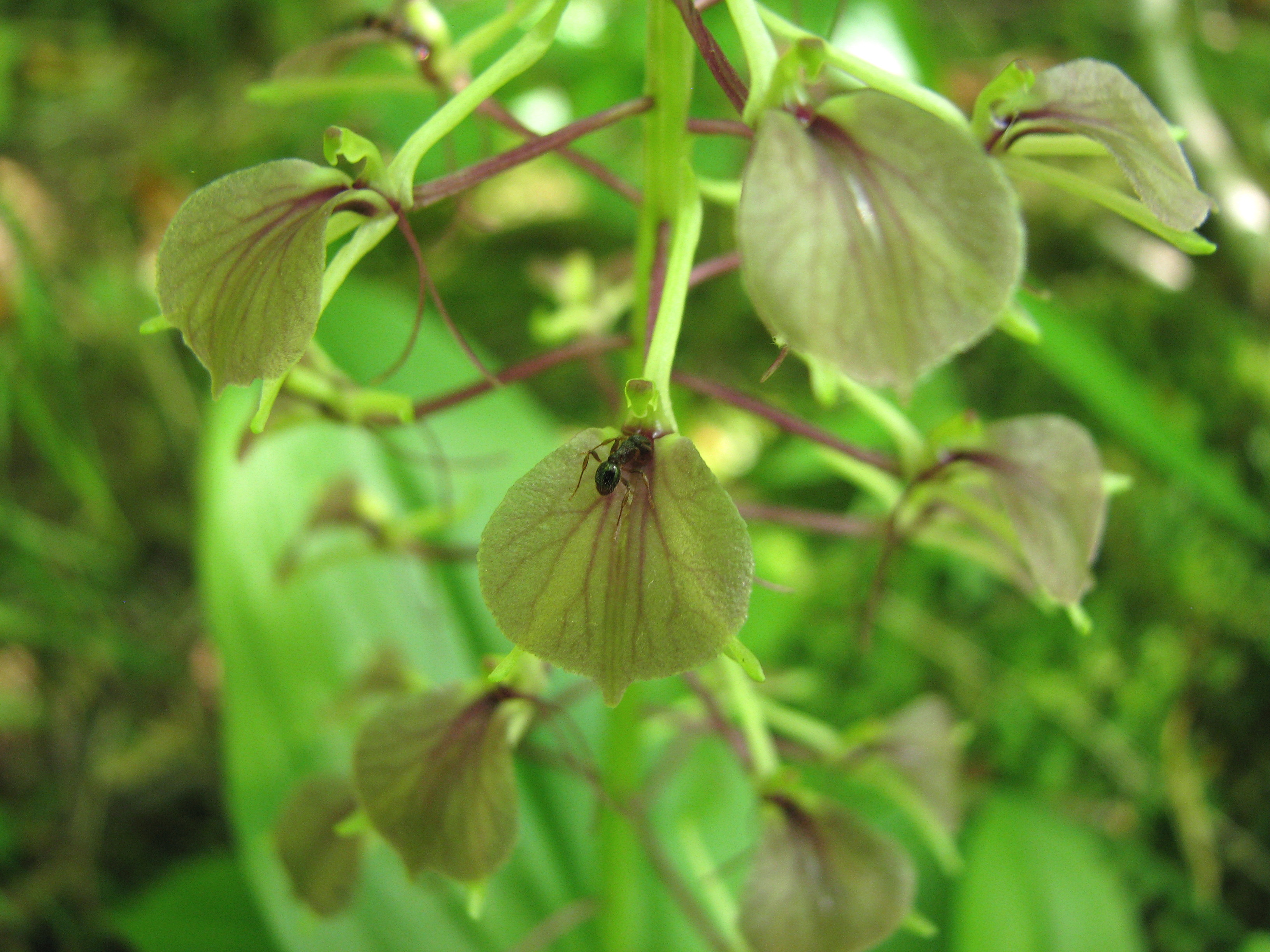